# The Outlast Trials
The Outlast Trials je psychologická survival hororová videohra z pohledu první osoby vyvinutá a publikovaná společností Red Barrels. Je to třetí díl ze série her Outlast, který slouží jako prequel k prvním dvěma hrám. Příběh hry je zasazen do období studené války, kde hráč hraje za testovací subjekt v tajemném experimentu. Hra byla vydána v předběžném přístupu 18. května 2023 pro Microsoft Windows.

## Vývoj
Outlast 3 byl oznámen v prosinci 2017, kdy však nebyl potvrzen žádný časový rámec vydání hry a ani cílové platformy. Během tohoto oznámení Red Barrels uvedli, že nemohou snadno přidat stahovatelný obsah pro Outlast 2 kvůli struktuře hry. Mají však samostatný projekt související se sérií Outlast, který vyjde před Outlast 3. Na hře pracuje zhruba 40 lidí.
V říjnu 2019 vývojáři oznámili, že The Outlast Trials není přímým pokračováním Outlast 2. Příběh je o testovacích subjektech pro Murkoff Corporation v tajemném experimentu studené války, který se odehrává ve stejném herním světě jako předchozí hry. David Chateauneuf, spoluzakladatel Red Barrels, řekl, že „koncept a návrhy hry jsou kompletní a tým hry je nyní ve vývojovém režimu“.
V březnu 2022 bylo odhaleno, že po vydání The Outlast Trials vyjde Outlast 3.

### Marketing
Dne 4. prosince 2019 zveřejnila společnost Red Barrels teaserový obrázek hry. Dne 13. června 2020 byla publikována upoutávka, která oznamuje vydání hry na rok 2021. V srpnu 2021 však bylo oznámeno, že hra byla kvůli pandemii covidu-19 odložena na rok 2022. Videohra byla předběžně uvedena 18. května 2023.